# Oussama Hafari
Oussama Hafari (en arabe : أسامة الحفري), né le 4 octobre 1999, est un footballeur marocain évoluant au poste de ailier à Al-Hilal Benghazi.

## Statistiques
| Saison                | Club                  | Championnat           | Championnat | Championnat | Championnat | Coupe(s) nationale(s) | Coupe(s) nationale(s) | Coupe(s) nationale(s) | Total | Total | Total |
| Saison                | Club                  | Division              | M.          | B.          | P.d.        | M.                    | B.                    | P.d.                  | M.    | B.    | P.d.  |
| 2019-2020             | Youssoufia Berrechid0 | Botola                | 20          | 4           | 1           | 0                     | 0                     | 0                     | 20    | 4     | 1     |
| 2020-2021             | Youssoufia Berrechid  | Botola                | 24          | 2           | 3           | 1                     | 0                     | 0                     | 25    | 2     | 3     |
| Sous-total            | Sous-total            | Sous-total            | 44          | 6           | 4           | 1                     | 0                     | 0                     | 45    | 6     | 4     |
| 2021-2022             | OC Khouribga          | Botola                | 19          | 4           | 2           | 0                     | 0                     | 0                     | 19    | 4     | 2     |
| Sous-total            | Sous-total            | Sous-total            | 19          | 4           | 2           | 0                     | 0                     | 0                     | 19    | 4     | 2     |
| Total sur la carrière | Total sur la carrière | Total sur la carrière | 63          | 10          | 6           | 1                     | 0                     | 0                     | 64    | 10    | 6     |